# پرچم چشر
پرچم چشر در ۱۰ آوریل ۱۹۱۳ پذیرفته شد.این پرچم دارای زمینه آبی و و سه نشان طلایی است.